# Hohe Warte (Karwendel)
Die Hohe Warte ist ein 2597 m ü. A. hoher Berg im Karwendel. Er befindet sich zwischen dem Kleinen Solstein im Westen und der Hinteren Brandjochspitze im Osten in der Nordkette im Karwendel im österreichischen Bundesland Tirol, nördlich des Innsbrucker Stadtteils Kranebitten und weist eine Schartenhöhe von etwa 85 Metern auf.

## Erschließung
Die Hohe Warte wurde erstmals im Jahr 1870 durch Hermann von Barth bestiegen. Der heutige Normalweg zum Gipfel führt von der Aspachhütte (1534 m ü. A.) oberhalb von Innsbruck ohne größere Schwierigkeiten im Fels durch schrofiges Gelände auf den Gamswartsattel, dann kurz über den Westgrat zum Gipfel. Ein weiterer Anstieg führt über den Südgrat im Schwierigkeitsgrad UIAA IV. Übergänge zum Kleinen Solstein und zur Hinteren Brandjochspitze sind im Schwierigkeitsgrad III- möglich.

## Galerie

Gipfelkreuz der Hohen Warte und Blick nach Süden über Innsbruck.